# Massacre de Stazzema

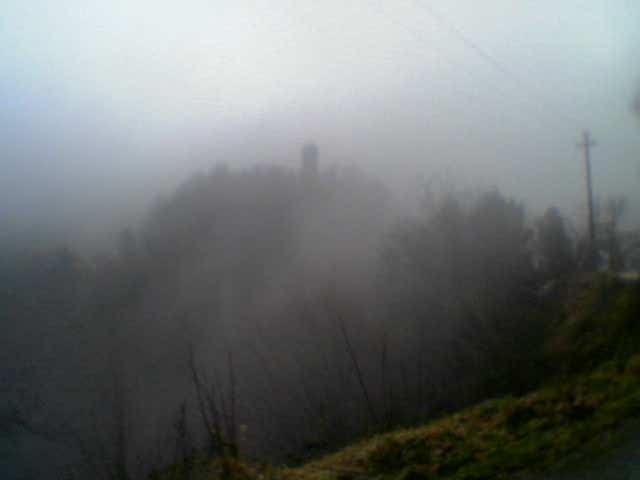
Sant'Anna di Stazzema.

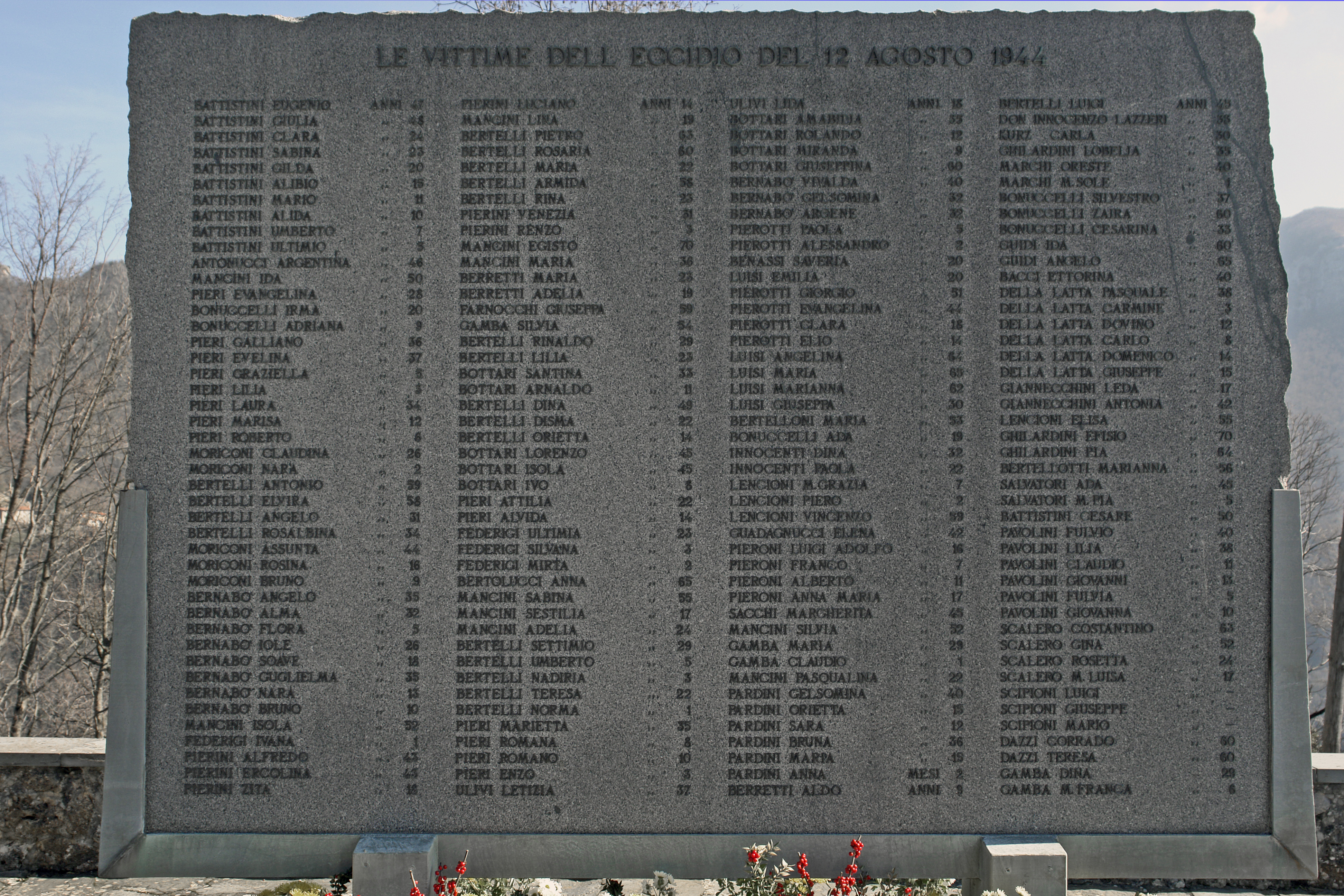
Llista de víctimes.

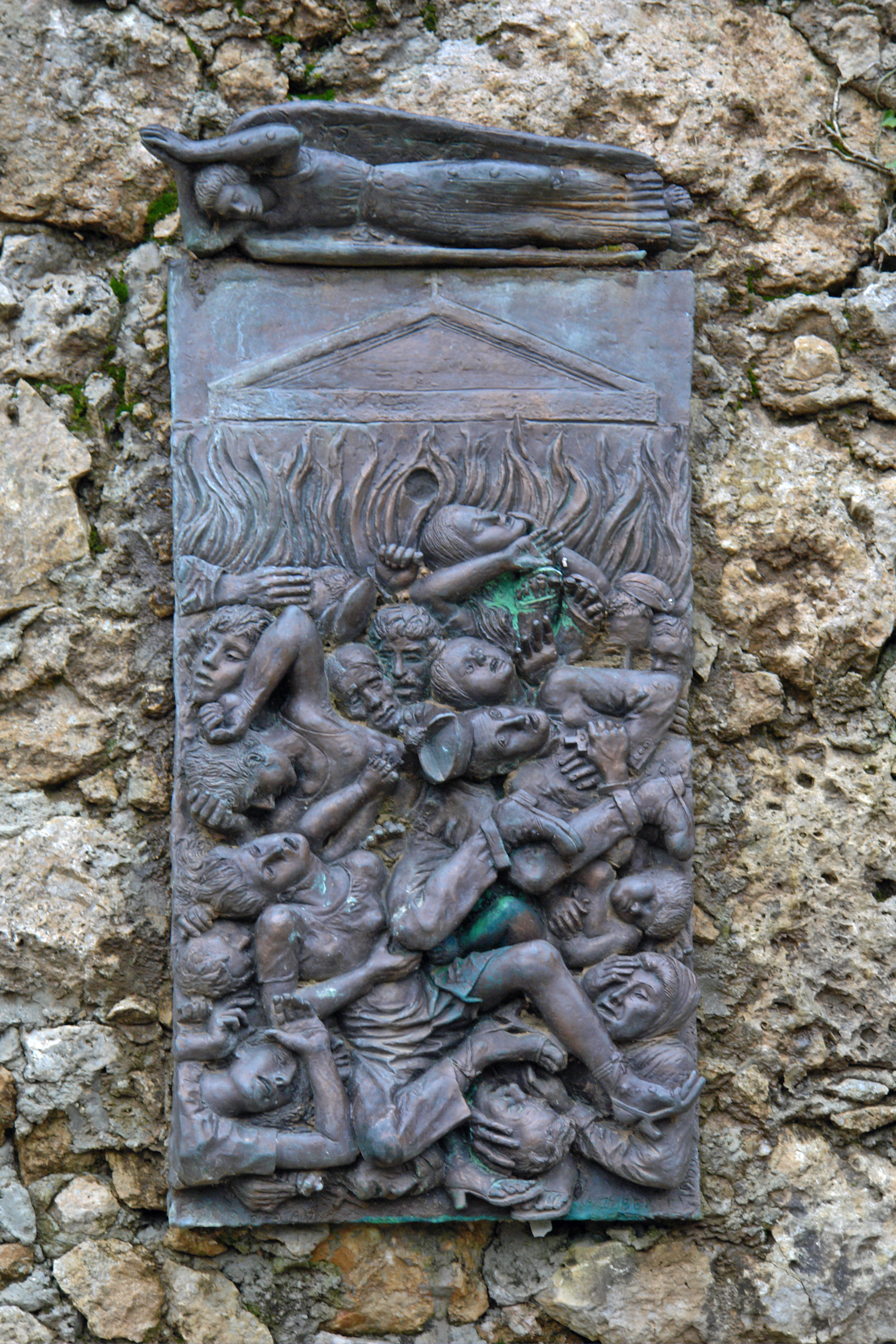
Placa commemorativa

La massacre de Santa Anna de Stazzema  va ser un crim de guerra perpetrat durant la Segona Guerra Mundial per soldats alemanys el 12 d'agost de 1944 a la petita localitat italiana de Stazzema, als Alps Apuans.
Durant la seva retirada d'Itàlia, el Batalló 35 del 16º SS  Panzergrenadier Division Reichsführer-SS , dirigit pel Hauptsturmführer Anton Galler, va fer reunir a la plaça del poble a més de 500 habitants, majoritàriament dones i nens. Posteriorment van ser afusellats i els seus cossos cremants com a represàlia dels combats dels partisans de la Resistència italiana.

## Judici del 2004
Fins a l'any 2004 no hi va haver judici als perpetradors de la massacre. Al juliol d'aquest any a La Spezia es va realitzar un judici militar contra els 10 oficials implicats, aleshores residents a Alemanya. El 22 de juny del 2005 la cort militar italiana els va trobar culpables d'"assassinat amb extrema crueltat" i sentenciats in absentia a cadena perpètua.
Els responsables condemnats van ser:
- Werner Bruss, 1920 ( Unterscharführer|SS )
- Alfred Concina, 1919 ( SS-Unterscharführer )
- Ludwig Goering, 1923
- Karl Gropler, 1923 ( SS-Unterscharführer )
- Georg Rauch, 1921 ( SS-Untersturmführer )
- Horst Richter, 1921 ( SS-Unterscharführer )
- Alfred Schöneberg, 1921 ( SS-Unterscharführer )
- Heinrich Schendel, 1922 ( SS-Unterscharführer )
- Gerhard Sommer, 1921 ( SS-Untersturmführer )
- Ludwig Heinrich Sonntag, 1924 ( SS-Unterscharführer )